# Wielki szatny zakonu
Wielki szatny zakonu krzyżackiego (niem. der Obersttrappier) – zarządzał składami odzieży, zbrojownią z pancerzami. W Prusach pełnił jednocześnie funkcję komtura dzierzgońskiego (kiszporskiego).